# Crème caramel
Pour le dessert tarte ouverte, voir Flan.
La crème caramel, le flan au caramel, ou la crème dessert au caramel est une crème dessert nappée d’une couche de caramel, par opposition à la crème brûlée, qui est une crème dessert où la caramélisation n’est que sur le dessus. Le plat se déguste partout dans le monde.
La crème caramel est omniprésente dans les restaurants européens ; Alan Davidson, historien culinaire, fait remarquer que : « Dans la dernière partie du XXe siècle, la crème caramel occupait une part trop importante des desserts dans les menus des restaurants européens. Cela est probablement dû à la commodité, pour les restaurateurs, d'être capable d’en préparer un grand nombre à l'avance et de les garder jusqu'à ce que l’on en ait besoin. »

## Étymologie
À la fois « crème caramel » et « flan » (du vieil allemand flado signifiant « gâteau ») sont des noms français, toutefois « flan » peut avoir, selon les régions, différentes significations.
Dans les pays hispanophones et en Amérique du Nord, « flan » se réfère à la crème caramel. À l'origine d’usage espagnol, le plat est maintenant mieux connu aux États-Unis dans un contexte latino-américain. Ailleurs, dont en Grande-Bretagne, flan signifie généralement un flan pâtissier, parfois comme une quiche, contenant une épaisse crème dessert faite d’œufs avec des arômes salés ou sucrés. En anglais moderne, flan  ou flawn en anglais moderne naissant viennent du français « flan », issu du vieux français flaon, issu lui-même de fladonemen en latin médiéval, dérivé du vieux haut allemand flado, une sorte de galette, probablement de racine indo-européenne signifiant « plat » ou « large, ». Le sens nord américain de flan en tant que « crème caramel » a été emprunté à l'espagnol d'Amérique.

## Histoire
On trouve des recettes salées à base d'oeuf et de lait cuits au four dans l'empire romain sous le nom de tiropatinam.
Cependant, c'est au début du Moyen Âge, en France, que l'on a commencé à utiliser uniquement les ingrédients à partir desquels la recette est faite aujourd'hui, et à y introduire du sucre caramélisé pour l'appeler flan.
Au cours du VIe siècle, l'évêque Fortunat de Poitiers a documenté l'attachement de la Princesse Radegonde pour une friandise appelée flaon, qui ressemblait beaucoup à la crème caramel.
Au XIIIe siècle, des gens vendaient des flaons et des gaufres dans les rues de Paris, comme en témoigne Guillaume de la Villeneuve.
Des manuscrits médiévaux tels que le Ménagier de Paris du XIIIe siècle montrent leur incorporation dans des menus élaborés. Désignés comme des flanciaux sucrés ou des flaons crémés (avec de la crème) en tant qu'options de dessert, leurs recettes ressemblent aux versions modernes, confectionnées à partir d'ingrédients tels que les œufs, le lait, le sucre et la farine.
Au XVe siècle, les écrits de François Villon confirment la popularité de ces desserts.
La version moderne avec du caramel sur le dessus, préparée et cuite au bain-marie, est mentionnée pour la première fois dans La cuisinière provençale de Jean Baptiste Reboul, publié en 1897.

## Préparation, cuisson et présentation

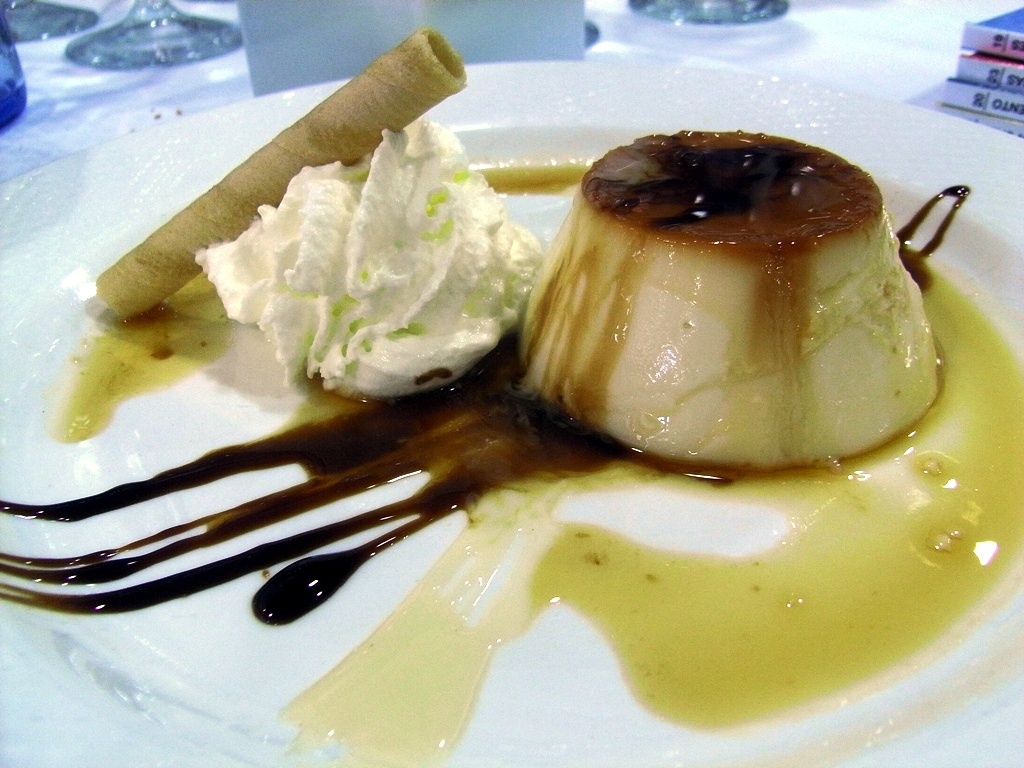
Exemple de crème caramel accompagnée de sauce et garniture servie au restaurant.

La crème caramel est une variante du flan ordinaire (crème), où le sirop de sucre cuit jusqu’au stade de caramel est versé dans le moule avant que n’y soit ajoutée la base de crème dessert. Elle est habituellement cuite au bain-marie sur une cuisinière ou au four dans un bain d'eau. Elle est brassée et servie avec de la sauce au caramel sur le dessus, d'où le nom de « crème caramel renversée ». L'objectif est d'obtenir une crème homogène et lisse sur les parois, et une sauce au caramel liquide. D'où l'importance d'une cuisson au bain-marie qui permet d'éviter une surcuisson du caramel.
Une imitation de la crème caramel peut être préparée à partir de « poudre instantanée pour flan », épaissie grâce à l'agar-agar ou aux carraghénanes, plutôt qu’avec des œufs. Dans certains pays d'Amérique latine, la véritable version de la crème dessert est connue sous le nom de milk flan (flan au lait), ou encore milk cheese, et la version de substitution est connue sous le nom de flan.

## Variantes régionales

### Amérique latine

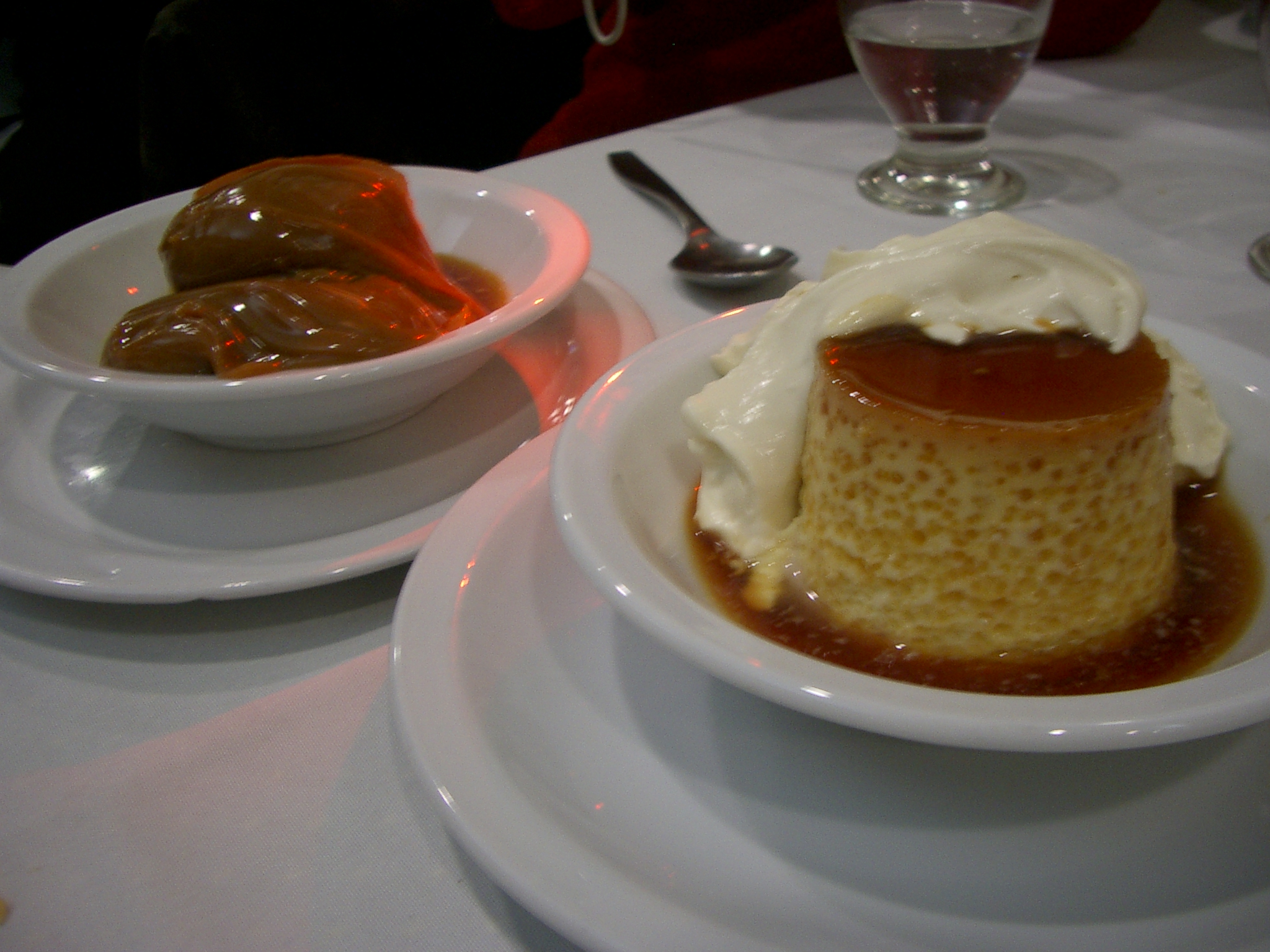
Crème caramel et confiture de lait.

Plus particulièrement en Argentine, au Mexique et en Uruguay, mais aussi dans certains pays voisins, la crème caramel est habituellement mangée avec de la confiture de lait.
Au Venezuela et au Brésil, elle est souvent faite à partir du lait concentré sucré, avec du lait, des œufs, et nappée sur le dessus de sucre caramélisé. La version vénézuélienne est connue sous le nom de quesillo. Au Brésil, elle s'appelle pudim de leite condensado. Au Chili, elle est appelée leche asada,, et est souvent accompagnée de pâte de coing (une gelée de coing) ou de lait concentré sucré. Au Pérou, la crema volteada (crème renversée), peut utiliser du lait concentré plutôt que du lait ordinaire. Des fruits peuvent également être ajoutés, tels que la lucuma, la pomme d'amour, le corossol ou la granadilla.

### Cuba
Le flan cubain, connu dans les pays hispanophones en tant que « flan de Cuba », est fait avec deux blancs d’œuf et pour l'arôme un bâton de cannelle. Un plat cubain similaire est la copa lolita, un petit flan au caramel servi avec une ou deux boules de glace vanille. D'autres variantes utilisent la glace à la noix de coco ou au rhum raisin.

### France
Les variations régionales de crème caramel en France comprennent :
- La crème renversée à la Normande : Réalisée avec l'ajout de Calvados, une eau-de-vie de pomme produite en Normandie, qui confère au dessert une saveur de pomme.

- La crème caramel à la bretonne : Réalisée avec l'ajout de beurre salé, ce qui ajoute une note salée au dessert. Le beurre salé caramélise avec le sucre pour créer un profil de saveur unique.

- La crème caramel à la provençale : En Provence, le crème caramel est souvent parfumé avec de la lavande ou de l'eau de fleur d'oranger, lui donnant une touche florale et aromatique.

- La crème caramel à la parisienne : Cette variation se trouve couramment dans les restaurants parisiens et est généralement préparée avec du lait entier et des jaunes d'œufs pour une texture riche et crémeuse. Elle est souvent servie en portions individuelles ou en version plus grande.

### Philippines
Aux Philippines, le flan est connu sous le nom de leche flan (terme local d’origine espagnole flan de leche, littéralement flan de lait), qui est une version plus consistante du flan espagnol, composé de lait concentré sucré et de plus de jaunes d'œuf. Le leche flan est généralement cuit à la vapeur ou directement à la flamme sur le fourneau, plus rarement, il peut aussi passer au four. Le leche flan est un aliment de base lors des fêtes,. Une version encore plus consistante du leche flan, le tocino del ciel diffère par le fait qu’il a significativement plus de jaunes d'œufs et de sucre.

### Viêt Nam
La crème caramel a été introduite par les Français et est commune au Viêt Nam sous le nom de bánh caramel ou de kem caramel au nord, ou bánh flan ou kem flan au sud. Le caramel du dessous peut être remplacé parfois par du café noir donnant au plat une nouvelle saveur et des parfums distincts.

### Japon
La crème caramel industrielle est omniprésente dans les magasins de proximité japonais sous le nom de purin (プリン) ou de pudding flan. Souvent, une étagère entière dans un konbini (magasin) Lawson ou 7-Eleven est dédiée à plus d’une douzaine de marques et de variétés de ces crèmes caramel.